# Bun Bun Indah
Bun Bun Indah is een bestuurslaag in het regentschap Aceh Tenggara van de provincie Atjeh, Indonesië. Bun Bun Indah telt 229 inwoners (volkstelling 2010).